# Amtmandens Døtre
Amtmandens Døtre er en roman, skrevet af den dansksprogede norske forfatter Camilla Collett. Romanen udkom på dansk i 1854 og i 1855. Teksten blev omarbejdet og udgivet i 1860 og 1879. Dette var den første samfundskritiske roman i norsk litteratur, og den peger frem mod realisme. Det var den eneste roman Camilla Collett skrev. Første del af bogen blev udgivet anonymt, men den var ikke længe efter kendt som  et værk af Camilla Collett.
Hovedpersonen i romanerne er Sophie, datter af en amtmand "i et at landets nordlige amter", og hendes forhold til huslæreren Georg Kold. Hun tager forholdet op mellem kønnene og de vanskelige krav, en ung pige fra borgerskabet skal leve op til, når det kommer til kærlighed og ægteskab. Romanen afbilder hendes forældre og ældre søstre, der lever i ulykkelige arrangerede ægteskaber og venner og naboer.